# Atletica leggera ai Giochi della XVIII Olimpiade - 400 metri ostacoli
La competizione dei 400 metri ostacoli di atletica leggera ai Giochi della XVIII Olimpiade si è disputata nei giorni dal 14 al 16 ottobre 1964 allo Stadio Nazionale di Tokyo.

## L'eccellenza mondiale
| Campione olimpico 1960                         | 49"3 | Glenn Davis      | Ritirato 1960 |
| Campione europeo 1962                          | 49"2 | Salvatore Morale | Presente      |
| Vincitore dei Trials USA e primatista mondiale | 49"1 | Rex Cawley       | Presente      |

## Risultati

### Turni eliminatori
| 5 Batterie   | 14 ottobre | 39 partenti   | Si qualificano i primi 3, più il miglior tempo. |
| 2 Semifinali | 15 ottobre | 8 + 8         | Si qualificano i primi 4.                       |
| Finale       | 16 ottobre | 8 concorrenti |                                                 |

### Batterie
| Pos. | Atleta           | Nazione          | Tempo Ufficiale | Tempo Ufficioso |
| ---- | ---------------- | ---------------- | --------------- | --------------- |
| 1    | John Cooper      | Gran Bretagna    | 50"5            | 50"58           |
| 2    | Gary Knoke       | Australia        | 50"9            | 50"94           |
| 3    | Roberto Frinolli | Italia           | 51"2            | 51"23           |
| 4    | Edvīns Zāģeris   | Unione Sovietica | 51"5            | 51"59           |
| 5    | Bill Gairdner    | Canada           | 53"8            | n/d             |
| 6    | Helmut Haid      | Austria          | 54"6            | n/d             |
| Rit. | Horst Gieseler   | Germania         |                 |                 |

| Pos. | Atleta               | Nazione       | Tempo Ufficiale | Tempo Ufficioso |
| ---- | -------------------- | ------------- | --------------- | --------------- |
| 1    | Rex Cawley           | Stati Uniti   | 50"8            | 50"88           |
| 2    | Juan Carlos Dyrzka   | Argentina     | 51"1            | 51"17           |
| 3    | Peter Warden         | Gran Bretagna | 51"6            | 51"61           |
| 4    | Joachim Singer       | Germania      | 52"1            | n/d             |
| 5    | Bogusław Gierajewski | Polonia       | 52"8            | n/d             |
| 6    | Samir Vincent        | Iraq          | 54"0            | n/d             |
| 7    | Kiyoo Yui            | Giappone      | 54"7            | n/d             |
| 8    | Michael Ryan         | Australia     | 58"0            | n/d             |

| Pos. | Atleta                  | Nazione     | Tempo Ufficiale | Tempo Ufficioso |
| ---- | ----------------------- | ----------- | --------------- | --------------- |
| 1    | Wilfried Geeroms        | Belgio      | 51"2            | 51"24           |
| 2    | Ken Roche               | Australia   | 51"5            | 51"52           |
| 3    | Jay Luck                | Stati Uniti | 51"7            | 51"77           |
| 4    | Jorem Ochana            | Uganda      | 52"4            | n/d             |
| 5    | Robert Poirier (atleta) | Francia     | 52"6            | n/d             |
| 6    | Valeriu Jurcă           | Romania     | 52"7            | n/d             |
| 7    | Kimaru Songok           | Kenya       | 54"5            | n/d             |
| 8    | Mansour ul-Haq Awan     | Pakistan    | 55"3            | n/d             |

| Pos.   | Atleta           | Nazione          | Tempo Ufficiale | Tempo Ufficioso |
| ------ | ---------------- | ---------------- | --------------- | --------------- |
| 1      | Salvatore Morale | Italia           | 51"1            | 51"17           |
| 2      | Vasyl Anisimov   | Unione Sovietica | 51"7            | 51"72           |
| 3      | Ferdinand Haas   | Germania         | 52"2            | n/d             |
| 4      | Mike Hogan       | Gran Bretagna    | 52"5            | n/d             |
| 5      | Keiji Ogushi     | Giappone         | 53"6            | n/d             |
| 6      | José Cavero      | Perù             | 53"7            | n/d             |
| 7      | Karu Selvaratnam | Malaysia         | 53"8            | n/d             |
| Squal. | Ðani Kovač       | Jugoslavia       |                 |                 |

| Pos. | Atleta            | Nazione          | Tempo Ufficiale | Tempo Ufficioso |
| ---- | ----------------- | ---------------- | --------------- | --------------- |
| 1    | Billy Hardin      | Stati Uniti      | 51"3            | 51"37           |
| 2    | Víctor Maldonado  | Venezuela        | 51"6            | 51"64           |
| 3    | Jaakko Tuominen   | Finlandia        | 51"8            | 51,88           |
| 4    | Jean-Jacques Behm | Francia          | 52"2            | 52,20           |
| 5    | Keiko Iijima      | Giappone         | 52"8            | n/d             |
| 6    | Mamadou Sarr      | Senegal          | 53"2            | n/d             |
| 7    | Amrit Pal         | India            | 53"3            | n/d             |
| 8    | Imants Kukličs    | Unione Sovietica | 53"3            | n/d             |

### Semifinali
| Pos. | Atleta           | Nazione          | Tempo Ufficiale | Tempo Ufficioso |
| ---- | ---------------- | ---------------- | --------------- | --------------- |
| 1    | Rex Cawley       | Stati Uniti      | 49"8            | 49"89           |
| 2    | Roberto Frinolli | Italia           | 50"2            | 50"28           |
| 3    | Gary Knoke       | Australia        | 50"6            | 50,63           |
| 4    | Wilfried Geeroms | Belgio           | 51"0            | 51,00           |
| 5    | Peter Warden     | Gran Bretagna    | 51"2            | n/d             |
| 6    | Ferdinand Haas   | Germania         | 51"6            | n/d             |
| 7    | Edvīns Zāģeris   | Unione Sovietica | 52"2            | n/d             |
| 8    | Jaakko Tuominen  | Finlandia        | 54"0            | n/d             |

| Pos. | Atleta             | Nazione          | Tempo Ufficiale | Tempo Ufficioso |
| ---- | ------------------ | ---------------- | --------------- | --------------- |
| 1    | John Cooper        | Gran Bretagna    | 50"4            | 50"40           |
| 2    | Jay Luck           | Stati Uniti      | 50"4            | 50"43           |
| 3    | Salvatore Morale   | Italia           | 50"4            | 50"48           |
| 4    | Vasyl Anisimov     | Unione Sovietica | 50"7            | 50"72           |
| 5    | Ken Roche          | Australia        | 50"8            | 50"86           |
| 6    | Billy Hardin       | Stati Uniti      | 50"9            | 50"90           |
| 7    | Víctor Maldonado   | Venezuela        | 51"1            | 51"19           |
| 8    | Juan Carlos Dyrzka | Argentina        | 53"1            | n/d             |

### Finale
Stadio Nazionale, venerdì 16 ottobre.
Il più veloce ad uscire dai blocchi è Salvatore Morale. Ma Cawley ha un passo diverso e lo statunitense è già primo nel rettilineo finale. Per il secondo posto c'è lotta serrata tra Morale e il britannico Cooper: i due giungono sul traguardo spalla a spalla. Per i giudici è materia da fotofinish: l'argento va a Cooper e il bronzo a Morale. Roberto Frinolli, che aveva impressionato arrivando secondo nella prima semifinale in 50"2, paga questo suo exploit arrivando soltanto sesto in 50"7.
| Pos.    | Corsia | Atleta           | Età | Nazione          | Tempo |
| ------- | ------ | ---------------- | --- | ---------------- | ----- |
| Oro     | 6      | Rex Cawley       | 24  | Stati Uniti      | 49"6  |
| Argento | 4      | John Cooper      | 23  | Gran Bretagna    | 50"1  |
| Bronzo  | 8      | Salvatore Morale | 25  | Italia           | 50"1  |
| 4       | 2      | Gary Knoke       | 22  | Australia        | 50"4  |
| 5       | 3      | Jay Luck         | 24  | Stati Uniti      | 50"5  |
| 6       | 7      | Roberto Frinolli | 23  | Italia           | 50"7  |
| 7       | 1      | Vasyl Anisimov   | 26  | Unione Sovietica | 51"1  |
| 8       | 5      | Wilfried Geeroms | 23  | Belgio           | 51"4  |